# Pyongan

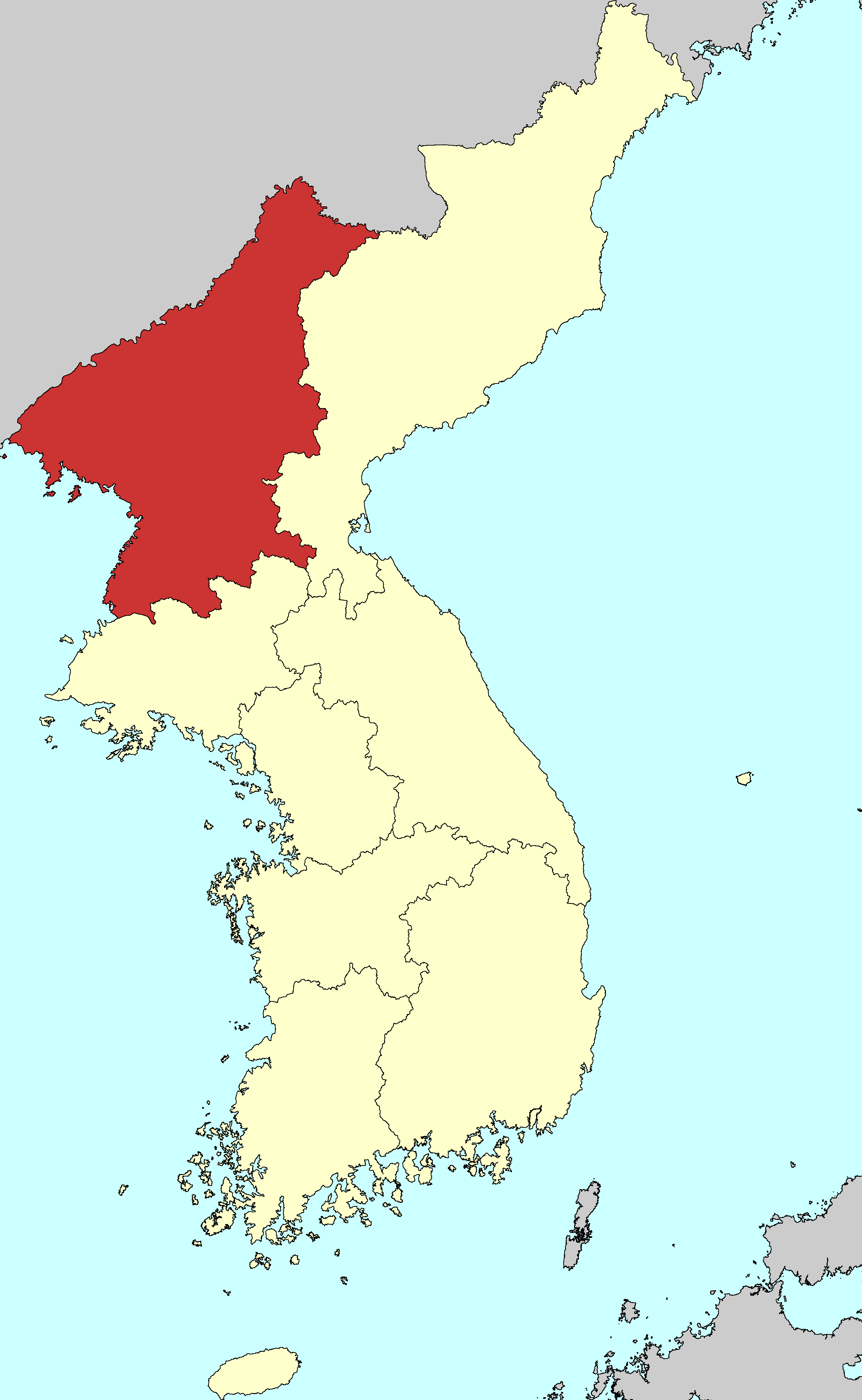
La provincia del Pyongan ai tempi delle otto province.

La provincia di Pyongan o Pyeongan-do (평안도?, 平安道?) era una delle otto province della Corea durante il periodo Joseon. Si trovava nel nord-ovest della penisola e la sua capitale provinciale era la città di Pyongyang.

## Storia
La provincia di Pyongan fu fondata nel 1413. Il suo nome deriva da quelli delle sue principali città, Pyongyang e Anju.
Nel 1895, la provincia fu sostituita dai distretti di Kanggye (강계부?, 江界府?) nel nord-est, Uiju (의주부?, 义州府?) nel nord-ovest, e Pyongyang (평양부?, 平壤府?) nel sud.
Nel 1896, i distretti di Kanggye e Uiju furono amalgamati per formare la provincia del Pyongan settentrionale e il distretto di Pyongyang fu ribattezzato provincia del Pyongan meridionale. Queste due province sono poi diventate parte della Corea del Nord.

## Geografia
Pyongan era delimitata a est dall'Hamgyong, a sud dall'Hwanghae, a ovest dal Mar Giallo e a nord dalla Cina.